# كريس د.
كريس د. (بالإنجليزية: Chris D.)‏ هو روائي وكاتب سيناريو ومغني وملحن وناقد موسيقي ومنتج أسطوانات وكاتب أغاني ومؤرخ موسيقى ‏ وكاتب ومخرج وممثل أمريكي، ولد في 15 يناير 1952 في الولايات المتحدة.

## وصلات خارجية
- كريس د. على موقع IMDb (الإنجليزية)
- كريس د. على موقع ميوزك برينز (الإنجليزية)
- كريس د. على موقع أول موفي (الإنجليزية)
- كريس د. على موقع أول ميوزيك (الإنجليزية)
- كريس د. على موقع ديسكوغز (الإنجليزية)
- كريس د. على موقع قاعدة بيانات الفيلم (الإنجليزية)
- كريس د. على موقع كينوبويسك (الروسية)